# Stuarthaube

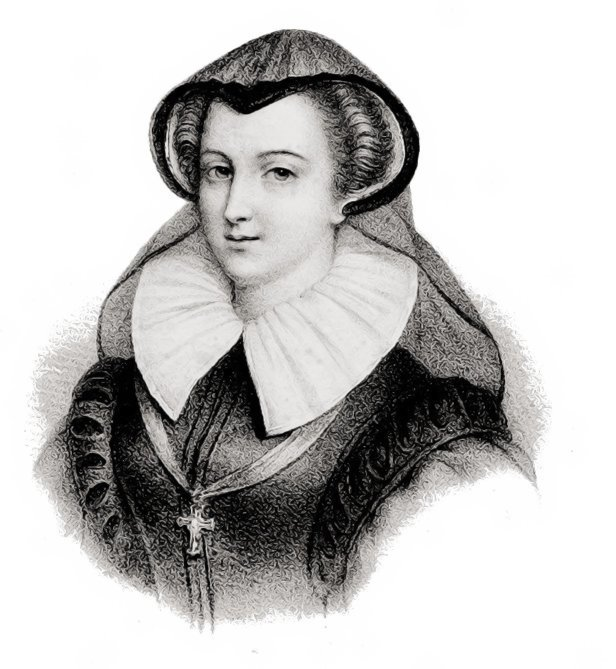
Maria Stuart mit einer Stuarthaube

Stuarthaube, auch Attifet, ist eine auf Maria Stuart bezogene Haubenform, die vor allem in der zweiten Hälfte des 16. Jahrhunderts in England und Frankreich gebräuchlich war. Das Typische an der Stuarthaube ist, dass das Vorderteil herzförmig in die Stirn hineinragt und somit seitlich die Haare sichtbar werden lässt. 
Die Stuarthaube entwickelte sich allmählich zur Flügelhaube weiter.